# Neu-Kleinow
Neu-Kleinow ist ein Wohnplatz im Ortsteil Falkenwalde der Gemeinde Uckerfelde des Amtes Gramzow im Landkreis Uckermark in Brandenburg.

## Geographie
Der Ort liegt zwölf Kilometer südöstlich von Prenzlau. Die Nachbarorte sind Falkenwalde im Norden, Kleinow und Wollin im Nordosten, Randowhöhe im Osten, Lützlow im Südosten, Gramzow im Süden, Hohengüstow im Südwesten, Weselitz im Westen sowie Mattheshöh im Nordwesten.

## Geschichte
Die erste schriftliche Erwähnung des Ortes stammt aus dem Jahr 1824. Darin wurde er unter der heutigen Schreibweise verzeichnet.